# 奥列弗·格劳
奥列弗·格劳（1965年10月24日—）是一位德国艺术史学家与媒体理论学家，专攻领域为图像科学、现代性、媒体艺术和19世纪文化以及文艺复兴时期意大利艺术。

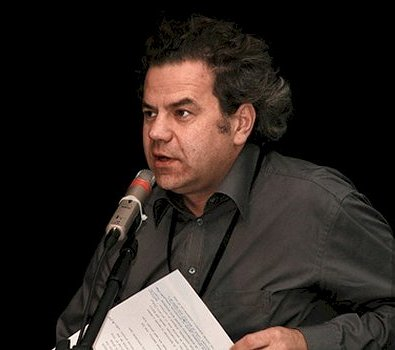
Oliver Grau

## 作品
奥列弗·格劳是位于克雷门斯的多瑙大学图像科学教授，任图像科学系系主任。
多次应邀在国外举行讲座，数次获奖，已有多篇国际发表物（迄今已翻译为12种语言）。
主要研究领域为媒体艺术史、沉浸效果和情感的历史以及遥在生成与虚拟生活的历史、理念与文化。
他的专著《虚拟艺术》首次就沉浸的图像-观者理论进行了历史性回顾，同时对数字化艺术条件下艺术家、艺术作品和观者三边关系进行了系统的分析。这一研究采用了全新的模式阐释媒体所造幻觉的进化史，幻觉的进化一方面相对依赖于媒体开放的新的感官潜能，另一方面受制于观者的间离感的不同强度（媒体效力）。
格劳构想出了新的科学手段以实现人性化/数字化人性化，他主持了德国研究基金会（DFG）的“沉浸艺术”项目，和他的小组一起从1998年开始建立第一个虚拟艺术方面的国际数据库（www.virtualart.at），这一数据库装设在克雷门斯的多瑙大学的开放型资源平台上，该小组也由此相继完成了大量的子项目。自2000年开始，DVA就成了第一个拥有定期更新的录像文件的在线数据库。自2005年起格劳成为盖特威格图像库的主管，该数据库是奥地利最大的私人图像收藏，拥有30，000件作品，从阿尔伯特·丢勒到古斯塔夫·克林姆特的画作都有收集。
格劳开设了新的图像科学国际课程：
媒体艺术史硕士课程，数字化收藏管理、展览设计与视觉能力的学者项目，及图像科学的硕士课程。
另外他与多瑙大学远程教育部合作，建立了全球流通的课程与数据库的互动型式。
格劳曾经就读于汉堡、西雅娜和柏林，取得博士学位后他任教于柏林洪堡大学，曾在日本和美国的各类实验室做过访问学者，完成教授授职论文之后，他于2003年在国际上多所大学任教授。他曾经出任过多份国际专业期刊及各类协会的顾问。格劳主持过多次会议，并且是2005年在班福举行的“更新！”首届媒体艺术、科学与技术的历史国际大会（2007年在柏林，2009年在墨尔本）的创建者和负责人（www.mediaarthistory.org ）。
所获奖项选录：2001年被选为柏林-勃兰登堡州科学学院青年学者；2002年任国际学者/歌德学院；2003年专著成为每月推荐书，科学美国；2003年获维拉·威格尼德国-意大利中心的研究奖金；2004年获洪堡大学媒体奖。

## 近期发表物
虚拟艺术：从幻觉到沉浸（MIT出版社，2003年）
媒体化的情感 （Fischer 出版社， 2005年）
媒体艺术史 （MIT出版社， 2007年）